# Хорган, Джон (канадский политик)
Джон Джозеф Хорган (англ. John Joseph Horgan; 7 августа 1959, Виктория, Британская Колумбия — 12 ноября 2024, там же) — канадский политик, депутат Законодательного собрания Британской Колумбии от НДП в 2005—2022 годах, премьер-министр с 2017 по 2022 год. Посол Канады в Германии с 2023 года.

## Биография

### Юность
Родился в Виктории (Британская Колумбия) в 1951 году в семье Пата и Элис Хорган. Отец скончался от аневризмы сосудов головного мозга, когда Джону было 18 месяцев, оставив вдову с четырьмя детьми, и детство будущего политика прошло в бедности; семья выживала благодаря помощи родственников, соседей и местной церковной общины.
Рос в пригороде Виктории Сааниче, посещал Рейнольдскую среднюю школу, где в 9-м классе не сумел сдать несколько предметов и продолжил учёбу только благодаря поддержке тренера школьной баскетбольной команды. Юноша наладил учёбу и в 12-м классе был даже избран председателем ученического совета. Тренер также организовал Хоргану поступление в Университет Трента в Онтарио со спортивной стипендией. В годы учёбы на степень бакалавра Хорган познакомился в университете со своей будущей женой Элли Маст. В этот же период он проникся идеями Новой демократической партии, посещая выступления её тогдашнего лидера Томми Дугласа.
Окончил университет в 1984 году со степенью бакалавра по истории и политологии и в том же году женился. После этого отправился вместе с женой на два года в Австралию, где окончил магистратуру в Сиднейском университете.

### Начало политической карьеры
Вернувшись в Канаду, Хорган попытался найти работу в музее в Оттаве, но в итоге начал работать в штате депутата Палаты общин от Британской Колумбии Джима Манли, а затем в штате Линн Хантер, представлявшей в парламенте Викторию. В 1990-е годы вернулся в Британскую Колумбию и продолжал работать в правительстве провинции в штате премьеров Майка Харкорта, Глена Кларка и Дэна Миллера, представлявших НДП. Занимал должность помощника заместителя министра финансов, занимаясь вопросами энергетики, а в 1999 году был назначен руководителем аппарата Дэна Миллера. После поражения НДП на провинциальных выборах 2001 года от либералов временно оставил политику.
После расставания с правительственной должностью основал консультативную фирму Ideaworks, оказывавшую помощь общественным и некоммерческим организациям, а также мелким частным предприятиям в их взаимодействии с государственными органами. В 2004 году друг одного из детей Хоргана, устав от его критики в адрес либерального правительства, спросил, что он сам может сделать. Это побудило Хоргана выдвинуть свою кандидатуру в депутаты Законодательного собрания Британской Колумбии от НДП. В 2005 году он победил в избирательном округе Малахат — Хуан де Фука и стал депутатом, после чего успешно переизбирался в 2009, 2013 и 2017 годах. Находясь в оппозиции, занимал разные посты в теневом кабинете. В 2011 году выдвинулся на пост лидера НДП Британской Колумбии, но на внутренних выборах остался лишь третьим. Через два года, после очередного поражения НДП на выборах, отказался участвовать в борьбе за место лидера, ссылаясь на конфликты внутри партийной фракции, но после того как предварительный процесс не позволил избрать лидера, согласился снова выдвинуть свою кандидатуру и 1 мая 2014 года был утверждён в должности в отсутствие других кандидатов.

### Лидер оппозиции и премьер-министр Британской Колумбии
В роли лидера НДП Хоргану, стороннику масштабной разработки природных ресурсов, пришлось пересмотреть свои позиции по этому вопросу в свете более экологически-ориентированной партийной программы. Этот шаг обуславливался также растущей поддержкой в провинции Зелёной партии. На выборах 2017 года НДП сосредоточила кампанию в богатых голосами районах Большого Ванкувера; предвыборная программа партии включала отмену мостовых сборов, частичное государственное финансирование дошкольного образования и увеличение дотаций на школы. По итогам выборов новые демократы получили в Законодательном собрании 41 место из 87. Хотя либералы получили 43 мандата, это позволило им сформировать лишь правительство меньшинства, и уже в марте 2017 года НДП и получившая 3 мандата Зелёная партия провели вотум недоверия.
В июле Хорган в свою очередь сформировал правительство меньшинства при внешней поддержке «зелёных», которым было обещано проведение референдума по электоральной реформе и запрет на пожертвования политическим партиям для профсоюзов и корпораций. Из 22 членов кабинета Хоргана 10 представляли этнические меньшинства, кабинет был также сбалансирован по половому признаку. За первые два года у власти НДП выполнила большинство предвыборных обещаний, повысила минимальную зарплату и социальные выплаты в провинции, восстановила управление по правам человека, однако проиграла референдум о переходе к пропорциональной избирательной системе и не смогла остановить крупный федеральный проект по прокладке нефтепровода из Альберты. По мере приобретения опыта Хорган и его правительство пересмотрели некоторые наиболее радикальные позиции НДП, в том числе в области энергетики, в сторону пользу более прагматичного подхода, что встретило положительную реакцию со стороны федеральных властей.
Во время пандемии COVID-19 правительство Британской Колумбии приняло быстрые и жёсткие меры по предотвращению распространения болезни и к концу мая 2020 года начало ослаблять ограничения. К концу лета пропорция заболеваний на 100 тысяч населения в Британской Колумбии была существенно ниже, чем в других крупных провинциях (55 против 226 в Онтарио и 641 в Квебеке). Это способствовало росту поддержки НДП среди избирателей провинции, и в сентябре Хорган воспользовался этим, чтобы разорвать договорённость с «зелёными» и объявить досрочные выборы. В опросах общественного мнения в начале предвыборной гонки партия Хоргана получала до 49 % голосов. На самих выборах она набрала 45 % голосов избирателей, но даже это позволило ей получить 57 мандатов — больше, чем когда-либо в истории НДП в Британской Колумбии. Либералы с 36 % процентами голосов получили только 28 мандатов, а Зелёная партия — 2. Хорган стал первым в истории провинции премьером от НДП, избранным на второй срок.

### Болезнь и смерть
В 2021 году Хорган занял пост председателя Совета Федерации — органа, в рамках которого взаимодействуют премьер-министры провинций Канады. Однако к этому времени его здоровье начало ухудшаться. Уже в 2008 году у него был диагностирован рак мочевого пузыря, но в первый раз болезнь удалось победить. В конце 2021 года у него диагностировали рак гортани, и в 2022 году он подал в отставку с поста премьера, ссылаясь как на состояние здоровья, так и на общую нехватку энергии, не позволяющую ему участвовать в предстоящих выборах.
В ноябре 2023 года премьер-министр Канады Джастин Трюдо назначил Хоргана послом в Германии, однако в 2024 году у него в третий раз обнаружили злокачественную опухоль, на этот раз рак щитовидной железы. Джон Хорган скончался в ноябре 2024 года в возрасте 65 лет, оставив после себя жену и двоих сыновей.